# Jacob Matham

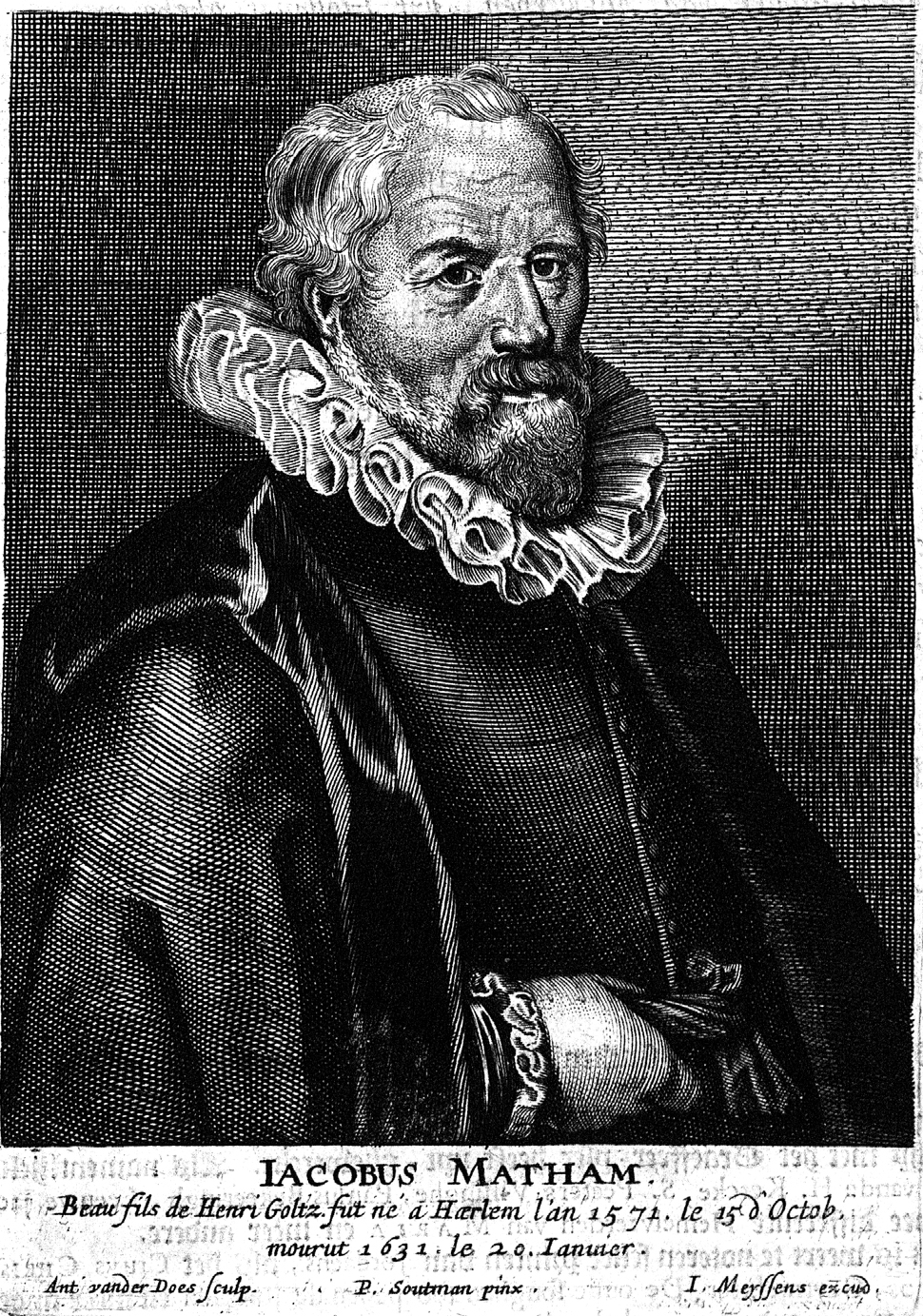
Jacob Matham

Jacob Matham (Haarlem, 15 oktober 1571 – aldaar, 20 januari 1631) was een Nederlands kopersnijder. Hij was een leerling van Hendrick Goltzius, die tevens zijn stiefvader was.
Van 1593 tot 1597 verbleef Matham in Italië om in 1598 terug naar Haarlem te keren. In 1600 werd hij lid van het gilde. Hoewel hij met Jacob Muller in de eerste groep der Rubens-graveurs geplaatst kan worden, graveerde Matham slechts één prent naar Rubens. Matham kan worden geplaatst in de groep der Hollandse plaatsnijders die naar oertypen van meesters werkten. Hij was de vader van Adriaen en Dirk Matham.